# Президентские выборы в Кирибати (2016)
Президентские выборы в Республике Кирибати проходили 9 марта 2016 года. В результате президентом был избран Танети Маамау из партии Тобваан Кирибати, получивший 60 % голосов. Римета Беньямина (Объединённая коалиционная партия), выдвинутый партией Столпы истины, получил 38,6 % голосов.

## Результаты
| Кандидат                                                          | Партия                             | Голоса | %     |
| ----------------------------------------------------------------- | ---------------------------------- | ------ | ----- |
| Танети Маамау                                                     | Партия Тобваан Кирибати            | 19 833 | 59,96 |
| Римета Беньямина                                                  | Столпы истины                      | 12 764 | 38,59 |
| Тианети Иоане                                                     | Столпы истины                      | 482    | 1,46  |
| Недействительных/пустых бюллетеней                                | Недействительных/пустых бюллетеней | 168    | -     |
| Всего                                                             | Всего                              | 33 247 | 100   |
| Зарегистрированных избирателей/Явка                               |                                    |        |       |
| Источник: Pina Архивная копия от 25 марта 2016 на Wayback Machine |                                    |        |       |